# Transaero Airlines
Transaero Airlines också bara kallat Transaero (ryska: Трансаэро) IATA-kod: UN ICAO-kod: TSO, var ett ryskt flygbolag grundat 1990.
Transaero var den största ryska konkurrenten till Aeroflot.

## Codeshare
Transaero Airlines flög codeshare med följande flygbolag:
- Austrian Airlines
- Belavia
- British Midland
- EgyptAir
- JAL
- S7 Airlines
- Singapore Airlines